# Svi momci i djevojke
Svi momci i djevojke je drugi studijski album grupe The Animatori iz 1984. godine. Producent je Husein Hasanefendić Hus, dok album obiluje gostima: Aki Rahimovski,. Snimljen u zagrebačkom studiu "JM sound" u veljači 1984. godine.
Album ne postiže značajniji uspjeh, te je, za razliku od prethodnog, prodan u maloj tiraži. Najveći uzrok tome je loša promocija uzrokovana odlaskom u vojsku najprije bubnjara Toce, a zatim i ostatka grupe.
S albuma se izdvajaju pjesme "Ostat ću mlad" koja je postala generacijska himna, "Kao ogledala" te "Ima još puno vremena".
Pjesma "Ostat ću mlad" napisana je za film S.P.U.K. (sreća pojedinca - uspjeh kolektiva), a u filmu ju izvode sami članovi benda.

## Popis pjesama
1. Ostat ću mlad
2. Mislio sam da...
3. Znam da nešto postoji
4. Kao ogledala
5. Kad bi bilo moguće
6. Široki pogledi
7. Svi momci i djevojke
8. Sve su žene poštene
9. Ostani tu
10. Raširi svoj osmijeh
11. Ima još puno vremena
12. Očevi i sinovi

## Postava
The Animatori:
- Krešimir Krešo Blažević - glas, gitara
- Andro Purtić - bas-gitara
- Vatroslav Markušić Vatro - violina
- Tomislav Toco Brežičević - bubnjevi

Gosti:
- Aki Rahimovski - prateći glas
- Rastko Milošev Ras - solo gitara, prateći glas
- Željko Udović - sintesajzer
- Davor Rodik - pedal steel gitara
- Miroslav Sedak-Benčić - saksofon